# By Courier
By Courier (frei übersetzt Per Kurier) ist ein US-amerikanischer Kurzfilm von Peter Riegert und Ericka Frederick aus dem Jahr 2000, der bei der Oscarverleihung 2001 für einen Oscar in der Kategorie „Bester Kurzfilm“ nominiert war, jedoch das Nachsehen gegenüber Florian Gallenbergers Film Gestohlene Träume hatte.

## Inhalt
Ein erfahrener Schauspieler inszeniert seine Version einer Geschichte von einem der besten Geschichtenerzähler O. Henry, die um 1910 spielt. Seine Sensibilität und sein schauspielerisches Talent setzt er dabei gezielt ein, um dem Zuschauer auch visuell etwas zu bieten. Die Geschichte handelt von zwei Liebenden, die nicht mehr miteinander reden. Eigentlich sind beide nicht nur sehr intelligent, sondern auch ungewöhnlich wortgewandt. Es gelingt ihnen jedoch nicht, die zwischen ihnen herrschende Sprachlosigkeit zu überwinden. Erst durch die poetische Hilfe eines 13-jährigen, der jenseits der Gleise lebt, gelingt es ihnen, wieder aufeinander zuzugehen.

## Produktionsnotizen, Veröffentlichung
Produziert wurde der Film, der der Kurzgeschichte By Courier von O. Henry entstammt, von Two Tequila Productions. 
Im April 2000 kam By Courier in den Vereinigten Staaten erstmals zur Aufführung, und zwar auf dem WorldFest Houston. In Indien wurde der Film ebenfalls veröffentlicht.